# Giovanni Battista Altieri
Giovanni Battista Altieri (ur. 6 sierpnia 1673 w Rzymie, zm. 12 marca 1740 tamże) – włoski kardynał.

## Życiorys
Był synem Gaspara i Laury Altieri, jego bratem był Lorenzo Altieri. Studiował na Sapienzy, gdzie w 1703 uzyskał doktorat utroque iure. W tymże samym roku został referendarzem Najwyższego Trybunału Sygnatury Apostolskiej. W latach 1702-1706 pełnił także rolę wicelegata w Urbino. Od 1706 pracował przez niemal 20 lat w Kamerze Apostolskiej, będąc także jej dziekanem. 12 czerwca 1724 został wybrany tytularnym arcybiskupem Tyru jednak nie otrzymał od razu sakry, ze względu na brak święceń kapłańskich. Święcenia przyjął 12 lipca 1724, a cztery dni później otrzymał sakrę biskupią. 11 sierpnia 1724 został kreowany kardynałem prezbiterem i otrzymał diakonię S. Matteo in Merulana. Od marca 1732 do stycznia 1733 był kamerlingiem Kolegium Kardynałów. W Kurii Rzymskiej był członkiem Kongregacji Konsystorialnej, Kongregacji Rozkrzewiania Wiary, Kongregacji ds. Kościelnych Immunitetów, Fabryki św. Piotra oraz Świętej Konsulty. 26 stycznia 1739 został podniesiony do rangi kardynała biskupa i otrzymał diecezję suburbikarną Palestrina. Zmarł na apopleksję w czasie konklawe 1740.